# Porcellio balearicus
Porcellio balearicus là một loài chân đều trong họ Porcellionidae. Loài này được Cruz & Garcia miêu tả khoa học năm 1992.